# Хуньяди, Эмеше
Э́меше Ху́ньяди (венг. Hunyady Emese; 4 марта 1966, Будапешт, Венгрия) — австрийская конькобежка венгерского происхождения, олимпийская чемпионка 1994 года, призёр Олимпийских игр 1992 и 1994 годов, 2-кратная чемпионка мира, чемпионка Европы, 2-кратная чемпионка Венгрии в классическом многоборье и 5-кратная в спринтерском многоборье, 12-кратная чемпионка Австрии в классическом многоборье и 12-кратная в спринтерском многоборье. Участница 6 подряд зимних Олимпийских игр. Единственная в истории представительница Австрии (как среди женщин, так и мужчин), выигравшая олимпийское золото в конькобежном спорте.

## Биография
Эмеше Хуньяди с 5 лет занималась фигурным катанием в Будапеште, а в возрасте 11 лет перешла в конькобежный спорт и на своём первом юниорском чемпионате Венгрии заняла 6-е место в спринте. В 1981 году стала чемпионкой Венгрии в спринтерском многоборье и не уступала это звание вплоть до 1985 года, а также дважды была чемпионом Венгрии в классическом многоборье в 1982 и 1984 годах.
В 1982 году она дебютировала на чемпионате мира в спринтерском многоборье в Алкмаре, где заняла 24-е место, а через год стала 18-й в Хельсинки. В 1984 году на дебютном чемпионате Европы в Алма-Ате заняла 22-е место в сумме многоборья. В 1984 году Эмеше впервые участвовала на зимних Олимпийских играх в Сараево, где заняла 19-е место в забеге на 500 м и 30-е на 1000 м.
В 1985 году Эмеше сменила гражданство с венгерского на австрийское, после того как заключила фиктивный брак с бывшим австрийским конькобежцем и тренером Томасом Неметом (нем. Thomas Németh). С 1986 года её поддерживала австрийская спортивная организация "Sporthilfe" и она проживала первое время в Вене. В сезоне 1985/86 дебютировала на Кубке мира и на чемпионате Австрии, где стала чемпионкой в классическом и спринтерском многоборье, после чего ещё по 11 раз становилась чемпионкой в этих дисциплинах.
В сезоне 1986/87 она не добилась результатов на международном уровне, а в 1988 году на зимних Олимпийских играх в Калгари заняла 14-е место на дистанции 3000 м, 16-е на 1000 м и 19-е на 500 м. В 1989 году стала 10-й на спринтерском чемпионате мира в Херенвене. В сезоне 1989/90 на Кубке мира впервые заняла 2-е и 3-е место в забеге на 1500 м.
В 1991 году Хуньяди заняла высокое 4-е место в сумме многоборья на чемпионате Европы в Сараево, на спринтерском чемпионате мира стала 12-й, а в классическом многоборье заняла 16-е место. Уже в 1992 году она стала серебряным призёром чемпионате Европы в Херенвене, а на зимних Олимпийских играх в Альбервилле выиграла бронзу в забеге на 3000 м, а также заняла 7-е место на 1500 м, 10-е на 1000 м, 15-е на 5000 м.
В марте завоевала серебряную медаль на чемпионате мира в классическом многоборье в Херенвене, и стала серебряным призёров в общем зачёте Кубка мира сезона 1991/92 на дистанциях 1500 и 3000 м. В 1993 году Хуньяди выступила ещё успешнее, завоевав золото в многоборье на чемпионате Европы в Херенвене и серебро на классическом чемпионате мира в Берлине.
В марте 1993 года она стала вновь 2-й в общем зачёте Кубка мира на дистанции 1500 м и 3-й на 3000 м. В январе 1994 года заняла 3-е место на чемпионате Европы в Хамаре, и в феврале 1994 года на зимних Олимпийских играх в Лиллехаммере завоевала золотую медаль в забеге на 1500 м и серебряную на 3000 м. Ещё стала 7-й в беге на 1000 м и 12-й на 5000 м. После несла флаг Австрии на церемонии закрытия Олимпийских игр.
На чемпионате мира в Батте также стала чемпионкой мира в многоборье. И в марте впервые выиграла общий зачёт Кубка мира на дистанции 1500 м. Через год она заняла 5-е место на чемпионате Европы в Херенвене и 4-е на чемпионате мира в Савалене. И вновь заняла 2-е место в общем зачёте Кубка мира на дистанции 1500 м.
В 1996 году Хуньяди провалила чемпионаты мира в многоборье, но неожиданно выиграла бронзу в забеге на 1000 м на индивидуальном чемпионате мира в Хамаре. В 1998 году на церемонии открытия зимних Олимпийских игр в Нагано несла флаг Австрии и участвовала на 4-х дистанциях. В забеге на 3000 м заняла 5-е место, на 1500 м- 4-е, на 5000 м -8-е и в беге на 500 м была дисквалифицирована.
В 1999 году выиграла на дистанции 1500 м на чемпионате мира в Херенвене, а через год стала 3-й в Нагано. На чемпионате мира в Милуоки стала 4-й в сумме многоборья. Она получила травму колена и в октябре 2000 года ей сделали операцию, из-за чего пришлось пропустить часть сезона.
В то время Хуньяди познакомилась со своим новым голландским тренером Яном Купманом. В 2002 году на зимних Олимпийских играх в Солт-Лейк-Сити Эмеше заняла 12-е место в забеге на 1500 и 9-е на 3000 м, при этом улучшила свои личный рекорды на этих трассах. В 2003 году завершила карьеру.

### Результаты на Олимпийских играх
| Олимпийские игры    | Команда | 500 м | 1000 м | 1500 м | 3000 м | 5000 м |
| ------------------- | ------- | ----- | ------ | ------ | ------ | ------ |
| 1984 Сараево        | Венгрия | 19    | 30     | —      | —      | н/д    |
| 1988 Калгари        | Австрия | 19    | 16     | —      | 14     | —      |
| 1992 Альбервиль     | Австрия | —     | 10     | 7      | 3      | 15     |
| 1994 Лиллехаммер    | Австрия | —     | 7      | 1      | 2      | 12     |
| 1998 Нагано         | Австрия | DSQ   | —      | 4      | 5      | 8      |
| 2002 Солт-Лейк-Сити | Австрия | 26    | —      | 12     | 9      | —      |

## Личная жизнь
Эмеше Хуньяди в 1990 году развелась с Томасом Неметом, а в 2003 году вышла замуж за финского конькобежца Тимо Ярвинена, участника Олимпийских игр 1988 и 1992 годов, и переехала с мужем и сыном Джаспером (род. 2005) в Швейцарию из-за своего брата, который открыл там стоматологическую практику. У него Хуньяди работала ассистентом, её муж работал тренером сборной Швейцарии. В настоящее время учит на льду детей от четырёх до девяти лет, а также уже пять лет координирует молодёжную программу Международного союза конькобежцев (ISU). Живут в деревне Меттменштеттен, в кантоне Цюрих. В 2011 году, проучившись четыре года в Будапеште, она получила степень бакалавра в области управления отдыхом.

## Награды
- 1994 год — спортсменка года в Австрии